# NGC 71
NGC 71 je galaksija u zviježđu Andromeda.

## Vanjske poveznice
- SEDS: NGC 0071